# Atletismo nos Jogos Olímpicos de Verão de 2008 - Salto em altura feminino
O salto em altura feminino do atletismo nos Jogos Olímpicos de Verão de 2008, teve suas qualificatórias realizadas no dias 21 de agosto e a final realizada no dia 23 de agosto, no Estádio Nacional de Pequim.
Originalmente a russa Anna Chicherova conquistou a medalha de bronze na prova, mas foi desclassificada em 6 de outubro de 2016 após a reanálise de seu teste antidoping acusar o uso da substância turinabol. Sexta colocada da final, a estadunidense Chaunté Howard foi realocada ao terceiro lugar após as desclassificações da russa Yelena Slesarenko e da ucraniana Vita Palamar, também nos exames retroativos de doping.

## Medalhistas
| Ouro   | BEL Tia Hellebaut  |
| Prata  | CRO Blanka Vlašić  |
| Bronze | USA Chaunté Howard |

## Recordes
Antes desta prova, os recordes mundial e olímpico eram:
| Mundial  | Stefka Kostadinova (BUL) | 2.09 | Roma, Itália   | 30 de Agosto 1987 |
| Olímpico | Elena Slesarenko (RUS)   | 2.06 | Atenas, Grécia | 28 de Agosto 2004 |

## Resultados

### Eliminatórias
Regras de qualificação: performance mínima de 1.96 (Q) e as 12 melhores seguintes (q) avançaram para a final.
| #    | Grupo | Nome                  | País                | 1.80 | 1.85 | 1.89 | 1.93 | Resultado | Notas |
| ---- | ----- | --------------------- | ------------------- | ---- | ---- | ---- | ---- | --------- | ----- |
| 1    | B     | Marina Aitova         | KAZ Cazaquistão     | o    | o    | o    | o    | 1.93      | q     |
| 1    | B     | Ruth Beitia           | ESP Espanha         | o    | o    | o    | o    | 1.93      | q     |
| 1    | A     | Tia Hellebaut         | BEL Bélgica         | -    | o    | o    | o    | 1.93      | q     |
| 1    | B     | Vita Styopina         | UKR Ucrânia         | o    | o    | o    | o    | 1.93      | q     |
| 5    | B     | Antonietta di Martino | ITA Itália          | xo   | o    | o    | o    | 1.93      | q     |
| 5    | A     | Ariane Friedrich      | GER Alemanha        | -    | o    | xo   | o    | 1.93      | q     |
| 7    | B     | Iva Straková          | CZE República Checa | o    | o    | xxo  | o    | 1.93      | q     |
| 8    | B     | Chaunté Howard        | USA Estados Unidos  | o    | o    | o    | xo   | 1.93      | q     |
| 8    | A     | Vita Palamar          | UKR Ucrânia         | -    | o    | o    | xo   | 1.93      | q     |
| 8    | A     | Svetlana Shkolina     | RUS Rússia          | o    | o    | o    | xo   | 1.93      | q     |
| 8    | B     | Blanka Vlašić         | CRO Croácia         | o    | o    | o    | xo   | 1.93      | q     |
| 12   | A     | Anna Chicherova       | RUS Rússia          | o    | o    | xo   | xo   | 1.93      | q     |
| 13   | B     | Emma Green            | SWE Suécia          | o    | o    | o    | xxo  | 1.93      | q     |
| 14   | A     | Romana Dubnová        | CZE República Checa | o    | xo   | o    | xxo  | 1.93      | q     |
| 14   | B     | Elena Slesarenko      | RUS Rússia          | o    | o    | xo   | xxo  | 1.93      | q     |
| 16   | A     | Doreen Amata          | NGR Nigéria         | o    | o    | o    | xxx  | 1.89      |       |
| 16   | B     | Melanie Skotnik       | FRA França          | o    | o    | o    | xxx  | 1.89      |       |
| 18   | A     | Svetlana Radzivil     | UZB Uzbequistão     | o    | xo   | o    | xxx  | 1.89      |       |
| 19   | A     | Amy Acuff             | USA Estados Unidos  | o    | o    | xo   | xxx  | 1.89      |       |
| 19   | B     | Nicole Forrester      | CAN Canadá          | o    | o    | xo   | xxx  | 1.89      |       |
| 21   | B     | Anna Iljuštšenko      | EST Estônia         | o    | xxo  | xo   | xxx  | 1.89      |       |
| 22   | A     | Zheng Xingjuan        | CHN China           | xo   | o    | xxo  | xxx  | 1.89      |       |
| 23   | A     | Karina Vnukova        | LTU Lituânia        | o    | o    | xxx  |      | 1.85      |       |
| 24   | A     | Sharon Day            | USA Estados Unidos  | xo   | o    | xxx  |      | 1.85      |       |
| 24   | A     | Antonia Stergiou      | GRE Grécia          | xo   | o    | xxx  |      | 1.85      |       |
| 26   | B     | Nadiya Dusanova       | UZB Uzbequistão     | xxo  | o    | xxx  |      | 1.85      |       |
| 27   | B     | Levern Spencer        | LCA Santa Lúcia     | -    | xo   | xxx  |      | 1.85      |       |
| 28   | A     | Yekaterina Yevseyeva  | KAZ Cazaquistão     | o    | xxo  | xxx  |      | 1.85      |       |
| 29   | A     | Noeng-Ruthai Chaipech | THA Tailândia       | o    | xxx  |      |      | 1.80      |       |
| 29   | A     | Inna Gliznuta         | MDA Moldávia        | o    | xxx  |      |      | 1.80      |       |
| 99 ! | B     | Tatiana Efimenko      | KGZ Quirguistão     | xxx  |      |      |      | NM        |       |
| 99 ! | B     | Romary Rifka          | MEX México          | xxx  |      |      |      | NM        |       |

### Final
| Pos.              | Nome                  | País                | 1.85 | 1.89 | 1.93 | 1.96 | 1.99 | 2.01 | 2.03 | 2.05 | 2.07 | Marca | Nota |
| ----------------- | --------------------- | ------------------- | ---- | ---- | ---- | ---- | ---- | ---- | ---- | ---- | ---- | ----- | ---- |
| Medalha de ouro   | Tia Hellebaut         | BEL Bélgica         | o    | o    | o    | o    | xo   | xo   | xo   | o    | x--  | 2.05  | NR   |
| Medalha de prata  | Blanka Vlašić         | CRO Croácia         | o    | o    | o    | o    | o    | o    | o    | xo   | xxx  | 2.05  |      |
| Medalha de bronze | Chaunté Howard        | USA Estados Unidos  | o    | o    | xo   | xo   | xxo  | xxx  |      |      |      | 1.99  | SB   |
| 4                 | Ariane Friedrich      | GER Alemanha        | o    | ---  | o    | o    | xxx  |      |      |      |      | 1.96  |      |
| 4                 | Ruth Beitia           | ESP Espanha         | o    | o    | o    | o    | xxx  |      |      |      |      | 1.96  |      |
| 6                 | Emma Green            | SWE Suécia          | o    | o    | o    | xxo  | xxx  |      |      |      |      | 1.96  | SB   |
| 7                 | Marina Aitova         | KAZ Cazaquistão     | o    | o    | o    | xxx  |      |      |      |      |      | 1.93  |      |
| 7                 | Antonietta Di Martino | ITA Itália          | o    | o    | o    | xxx  |      |      |      |      |      | 1.93  |      |
| 9                 | Iva Straková          | CZE República Checa | o    | o    | xxo  | xxx  |      |      |      |      |      | 1.93  |      |
| 9                 | Vita Styopina         | UKR Ucrânia         | o    | o    | xxo  | xxx  |      |      |      |      |      | 1.93  |      |
| 11                | Svetlana Shkolina     | RUS Rússia          | o    | xo   | xxo  | xxx  |      |      |      |      |      | 1.93  |      |
| 12                | Romana Dubnová        | CZE República Checa | o    | xo   | x    |      |      |      |      |      |      | 1.89  |      |
| DSQ               | Anna Chicherova       | RUS Rússia          | o    | o    | o    | xo   | xxo  | o    | o    | xxx  |      | 2.03  | PB   |
| DSQ               | Yelena Slesarenko     | RUS Rússia          | o    | o    | xo   | xo   | xo   | xo   | xxx  |      |      | 2.01  |      |
| DSQ               | Vita Palamar          | UKR Ucrânia         | o    | o    | o    | xo   | xo   | xx-  | x    |      |      | 1.99  |      |

Legenda
| Recorde mundial      | Recorde mundial (World record)               |                       | Recorde africano                      | Recorde africano (African) |                                           | Q | Classificado por posição (Qualified) |
| Recorde olímpico     | Recorde olímpico (Olympic record)            | Recorde da América    | Recorde da América (Americas)         | q                          | Classificado por melhor tempo (Qualified) |   |                                      |
| Melhor marca do ano  | Melhor marca do ano (World leading)          | Recorde asiático      | Recorde asiático (Asian)              | DNS                        | Não largou (Did not start)                |   |                                      |
| Recorde nacional     | Recorde nacional (National record)           | Recorde europeu       | Recorde europeu (European)            | DNF                        | Não terminou (Did not finish)             |   |                                      |
| Recorde pessoal      | Recorde pessoal do atleta (Personal best)    | Recorde da Oceania    | Recorde da Oceania (Oceania)          | DSQ / DQ                   | Desclassificado (Disqualified)            |   |                                      |
| Recorde da temporada | Recorde da temporada do atleta (Season best) | Recorde sul-americano | Recorde sul-americano (South America) | NM                         | Sem marca (No mark)                       |   |                                      |